# 금북정맥
금북정맥(한국 한자: 錦北正脈)은 한반도 13정맥 중 하나이다. 백두대간의 속리산에서 시작된 한남금북정맥이 안성시 칠장산에서 금북·한남으로 갈라지면서 칠장산에서 시작된 산세가 태안반도 지령산에 이르러 산세를 끝낸다. 그 길이가 약 240km에 이른다. 북서로는 안성천·삽교천을 아우르고 남으로 길게 이어진 사면을 따라 금강이 흐른다. ‘금북정맥’이라는 이름은 금강의 북측에 있다 하여 붙은 이름이다.

## 주요 산
금북정맥은 경기도 죽산에 있는 칠장산에서 시작되어 충청남도 천안의 청룡산과 성거산을 이으면서 차령·광덕산·차유령·국사봉·백월산·오서산·보개산·월산·수덕산·가야산·성국산·팔봉산·백화산·지령산 등으로 이어진다.

## 비교
『山經表(산경표)』에 기록되어 있는 산명은 다음과 같다. 
- 칠장산(七長山, 516m)
- 칠현산(七賢山:516m)
- 청룡산(靑龍山:400m)
- 성거산(聖居山:579m)
- 차령(車嶺)
- 광덕산(廣德山:699m)
- 차유령(車踰嶺)
- 국사봉(國師峰)
- 청양 백월산(白月山:395m)
- 오서산(烏棲山:790m)
- 보개산(寶蓋山:274m)
- 월산(月山:395m)
- 수덕산(修德山:495m)
- 가야산(伽倻山, 678m)
- 팔봉산(八峰山, 362m)
- 백화산(白華山:284m)
- 지령산(知靈山:218m)
- 안흥진(安興鎭)

## 같이 보기
- 산경표

1. ↑  《1대간 9정맥 GPS 종주지도집》. 사람과 산. 2009년 11월호 특별부록.